# 美濃市の地名
- 岐阜県 > 美濃市 > 地名

美濃市の地名では、同市内に存在する町名・字名を一覧にして記す。括弧内は大字の場合は旧自治体名、数字の場合は成立年もしくは廃止年、町名の場合は旧町名である。

## 美濃市発足時
1954年（昭和29年）4月1日、武儀郡美濃町、洲原村、下牧村、上牧村、大矢田村、藍見村、中有知村の1町6村が合併して美濃市が成立。成立時の大字を以下に記す。
- 相生町（旧・美濃町）※1980年代に廃止。現在は美濃市○○番地となったが、通称名として存在する。
- 泉町（旧・美濃町）※1980年代に廃止。現在は美濃市○○番地となったが、通称名として存在する。
- 魚屋町（旧・美濃町）※1980年代に廃止。現在は美濃市○○番地となったが、通称名として存在する。
- 梅山町（旧・美濃町）※1980年代に廃止。現在は美濃市○○番地となったが、通称名として存在する。
- 加治屋町（旧・美濃町）※1980年代に廃止。現在は美濃市○○番地となったが、通称名として存在する。
- 亀野町（旧・美濃町）※1980年代に廃止。現在は美濃市○○番地となったが、通称名として存在する。
- 米屋町（旧・美濃町）※1980年代に廃止。現在は美濃市○○番地となったが、通称名として存在する。
- 新町（旧・美濃町）※1980年代に廃止。現在は美濃市○○番地となったが、通称名として存在する。
- 俵町（旧・美濃町）※1980年代に廃止。現在は美濃市○○番地となったが、通称名として存在する。
- 段町（旧・美濃町）※1980年代に廃止。現在は美濃市○○番地となったが、通称名として存在する。
- 千畝町（旧・美濃町）※1980年代に廃止。現在は美濃市○○番地となったが、通称名として存在する。
- 常盤町（旧・美濃町）※1980年代に廃止。現在は美濃市○○番地となったが、通称名として存在する。
- 殿町（旧・美濃町）※1980年代に廃止。現在は美濃市○○番地となったが、通称名として存在する。
- 西市場町（旧・美濃町）※1980年代に廃止。現在は美濃市○○番地となったが、通称名として存在する。
- 東市場町（旧・美濃町）※1980年代に廃止。現在は美濃市○○番地となったが、通称名として存在する。
- 永重町（旧・美濃町）※1980年代に廃止。現在は美濃市○○番地となったが、通称名として存在する。
- 広岡町（旧・美濃町）※1980年代に廃止。現在は美濃市○○番地となったが、通称名として存在する。
- 港町（旧・美濃町）※1980年代に廃止。現在は美濃市○○番地となったが、通称名として存在する。
- 本住町（旧・美濃町）※1980年代に廃止。現在は美濃市○○番地となったが、通称名として存在する。
- 吉川町（旧・美濃町）※1980年代に廃止。現在は美濃市○○番地となったが、通称名として存在する。
- 上条（旧・美濃町）※1980年代に廃止。現在は美濃市○○番地となったが、通称名として存在する。
- 下渡（旧・美濃町）※1980年代に廃止。現在は美濃市○○番地となったが、通称名として存在する。
- 口野々（旧・美濃町）※1980年代に廃止。現在は美濃市○○番地となったが、通称名として存在する。
- 樋ヶ洞（旧・美濃町）※1980年代に廃止。現在は美濃市○○番地となったが、通称名として存在する。
- 安毛（旧・美濃町）
- 曽代（旧・美濃町）
- 前野（旧・美濃町）
- 長瀬（旧・下牧村）
- 片知（旧・下牧村）
- 蕨生（旧・下牧村）
- 神洞（旧・下牧村）
- 上野（旧・上牧村）
- 乙狩（旧・上牧村）
- 小倉（旧・上牧村）
- 御手洗（旧・上牧村）
- 須原（旧・洲原村）
- 立花（旧・洲原村）
- 上河和（旧・洲原村）
- 下河和（旧・洲原村）
- 保木脇（旧・洲原村）
- 大矢田（旧・大矢田村）
- 笠神（旧・藍見村）
- 極楽寺（旧・藍見村）
- 横越（旧・藍見村）
- 生櫛（旧・中有知村）
- 松森（旧・中有知村）
- 志摩（旧・中有知村）

## 市制施行以降
- 富野（関市との境界変更で成立。旧・富野村の一部）※1955年
- 楓台 ※1990年
- さくらヶ丘1〜3丁目 ※2005年[1]
- 中央1〜10丁目
- 松倉台1・2丁目
- もみじが丘1〜3丁目
- 松栄町1〜5丁目

## 参考資料
- 角川日本地名大辞典 21 岐阜県